# Партер (градинско-парково изкуство)
Парков партер или просто партер (от френски: par terre – на / по земята) е елемент от градинско-парковото изкуство.
Представлява равен участък от градински или парков комплекс разположен пред и в подножието на сграда, засаден с ниска растителност, до който обикновено се стига чрез тераса.
В Царство България се изграждат партери с геометрично решение по примера на френските градини за представителност в дворците Евксиноград и Кричим.

## Конструкция
Градинските партери са използвани за представителни цели и като сценичен фон при провеждането на празненства. Често са украсявани със симетрично подредени лехи, художествено-декоративни орнаменти от жив плет, цветен чакъл и ниски цъфтящи растения, които могат да се видят изцяло само от по-високите етажи на сградата. В центъра на конструкцията често има воден басейн с фонтан.
Партерите са били съществени елементи на ландшафтната архитектура от епохата на ренесанса до рококото. В естетически план те представляват свързващ елемент между архитектурата и останалата част на градината, а техните компонентите, според тогавашните разбирания, трябвало да стават все по-сходни на природата, „по-диви“, колкото по-далеч са били от основната сграда. Дезалие д’Аргенвил в своя класически труд от 18 век „Теория и практика на градинарството“ (La Théorie et la Pratique du Jardinage) разглежда разните форми на партера.

## Функции

### Parterre de pièces coupées pour les fleurs
Специална форма на партера е „Цветния партер“ (на френски: Parterre de pièces coupées pour les fleurs), който се използва главно в бароковите градини.
Заграждението на ареала се осъществява същото като в партера на ренесансовите градини предимно чрез нисък жив плет от чемшир. В рамките на партера живите плетове са подредени в симетрични, геометрични и дори орнаментални форми. Заградените от чемшира площи са засадени с цветя.

### Parterre de broderie
„Бродиран партер“ (на френски: Parterre de broderie) е вид партер, представляващ художествени лехи от цветни чакъл, керемиди и пясък, наподобяващи бродерии, оградени от нисък чемшир. Преди всичко поради по-високата трайност на използваните неорганични материали в сравнение със засадени площи, тази форма на партера е особено разпространена през втората половина на 17 век до началото на 18 век.

### Parterre de broderie mêlée de massifs de gazon
„Бродиран партер смесен с тревни лехи“ (на френски: Parterre de broderie mêlée de massifs de gazon) е вид партер, при който бродериите се редуват с тревни площи, както е направено например в градината на дворец Аугустусбург в гр. Брюл около 1730 година.

### Parterre de compartiment
„Партери със симетрични фигури“ (на френски: Parterre de compartiment) вид орнаменти от тревни площи и цветя, които представляват по-нататъшно развитие на „партерите бродерии“ и са широко разпространени през втората половина на 18 век.

### Parterre d'eau
„Воден партер“ (на френски: Parterre d'eau) – заграден воден басейн или декориран с вода партер.

### Parterre de gazon
Чистият тревен партер (на френски: Parterre de gazon) е най-простата форма на партера. Отначало е използван само в периферните части на градините, но от средата на 18 век започва да замества „бродираните партери“.

### Parterre à l’Angloise
Според Августин Шарл д'Авилер (на френски: Augustin Charles d’Aviler), „английският партер“ (на френски: Parterre à l’Angloise) е форма на партер, която се характеризира с отделени преградени участъци за треви площи. Отделенията за тревни площи са оградени от тесни цветни лехи, които са облагородени с черна почва за засаждане на цветя. Чешмиреният жив плет (на френски: haies de buis) трябва да е на разстояние от моравата.